# Карл Густав Вилхелм фон Хоенлое-Лангенбург
Карл Густав Вилхелм фон Хоенлое-Лангенбург (на немски: Karl Gustav Wilhelm (Karl Johann Wilhelm) Prinz zu Hohenlohe-Langenburg; * 29 август 1777, Леуварден, Нидерландия; † 26 юни 1866, Брюн (Бърно, Чехия), Германия) е принц от Хоенлое-Лангенбург.

## Произход
Той е вторият син на полковник принц Фридрих Ернст фон Хоенлое-Лангенбург (* 16 май 1750, Лангенбург; † 1794, Пикардия) и съпругата му Магдалена Адриана Цвайер фон Харен (* 23 април 1754, Хага; † 28 септември 1822, Минертсберга), дъщеря на Оно Цвайер ван Харен (1713 – 1779) и Сара Адел ван Хулс (1718 – 1792). Внук е на княз Лудвиг фон Хоенлое-Лангенбург (1696 – 1765) и графиня Елеанора фон Насау-Саарбрюкен (1707 – 1769), дъщеря на граф Лудвиг Крафт фон Насау-Саарбрюкен (1663 – 1713) и графиня Филипина Хенриета фон Хоенлое-Лангенбург (1679 – 1751). Брат е на принцовете генерал-майор Лудвиг Кристиан Август фон Хоенлое-Лангенбург (1774 – 1844) и Карл Филип Ернст фон Хоенлое-Лангенбург (1781 – 1839).
Карл Густав Вилхелм фон Хоенлое-Лангенбург умира на 88 години на 26 юни 1866 г. в Брюн, Германия.

## Фамилия
Карл Густав Вилхелм фон Хоенлое-Лангенбург се жени на 15 януари 1816 г. в Брюн за ландграфиня Фридерика Ладислава Франциска фон Фюрстенберг (* 27 юни 1781, Велс, Горна Австрия; † 11 юли 1858, Брюн), дъщеря на граф/ландграф Карл Фридрих Йозеф Максимилиан Август фон Фюрстенберг-Вайтра (1751 – 1814) и първата му съпруга графиня Мария Йозефа Анна Текла фон Шаленберг (1748 – 1783). Те имат три деца:
- Фридрих Ернст фон Хоенлое-Лангенбург (* 7 април 1817, Брюн; † 1 декември 1835, Виена)
- Лудвиг Карл Густав фон Хоенлое-Лангенбург (* 11 януари 1823, Грац; † 3 юли 1866, убит в битка при Кьониггретц), полковник-лейтенант, женен на 20 септември 1857 г. в Прага за графиня Габриела фон Траутмансдорф-Вайнсберг (* 30 септември 1840, Прага; † 29 юни 1923, Бохемия)
- Констанца Йозефа Луиза фон Хоенлое-Лангенбург (* 12 ноември 1824, Грац; † 19 април 1884, Бателау, Моравия), омъжена на 11 август 1855 г. в Брюн за граф Йохан Георг Кристиан Ернст Хайнрих Карл фон Бланкенщайн (* 2 октомври 1814, Будапеща; † 10 септември 1891, Виена)